# Crise dans le delta du Niger
Crise dans le delta du Niger
La crise du delta du Niger fait référence aux tensions constatées depuis le début des années 1990 et l'insurrection de groupes armés depuis 2003 dans le delta du Niger.
Ces tensions, dues notamment à d'importantes ressources pétrolifères de la région, opposent les sociétés pétrolières présentes, comme Shell, aux populations autochtones.
Le pétrole produit en effet une grande partie du produit intérieur brut du pays. 
Les Ijaws et les Ogonis sont les principaux groupes ethniques concernés. 
D'un point de vue environnemental, les torchages sont pratiques courantes au Nigeria. Le samedi 5 juin 2010, un universitaire déclare dans le New York Times « Imaginez que l’équivalent de la marée noire de l’Exxon Valdez ait lieu chaque année depuis 50 ans. Plutôt inimaginable, non ? Pourtant, c’est ce que les habitants de la région pétrolifère du delta du Niger, au Nigeria, vivent depuis au moins 50 ans ».

## Les opérations militaires en 2008
En août 2008, le gouvernement nigérian lance une campagne de répression contre l'insurrection. Les soldats patrouillent les eaux à la recherche d'insurgés, fouillent tous les bateaux civils pour trouver des armes et attaquent de nombreux repaires d'insurgés.

## 2009: l'offensive gouvernementale
Le 15 mai 2009, les forces armées nigérianes lancent des opérations militaires dans la région contre les insurgés, après que ces derniers aient enlevé plusieurs soldats et des touristes étrangers. Des milliers de Nigérians fuient leur village en raison de l'offensive.
Le 26 juin 2009, le gouvernement nigérian annonce accorder une amnistie de 60 jours aux combattants qui se rendraient entre le 6 août et 4 octobre 2009, signée par le président Umaru Yar'Adua. De nombreux combattants se sont rendus aux autorités avec leurs armes.
Le 16 octobre 2009, l'insurrection estime ne plus être concernée par le cessez-le-feu et annonce reprendre ses attaques contre l'industrie pétrolière.

## 2012: hausse de la piraterie
En octobre 2012, le Nigeria connaît une hausse importante des actes de piraterie le long de ses côtes. Début 2013, il s'agit du deuxième pays le plus touché par la piraterie après la Somalie. Le Mouvement pour l'émancipation du delta du Niger est principalement derrière ces attaques. 
Depuis octobre 2012, le groupe affirme avoir détourné 12 navires, capturé 33 marins et tué 4 travailleurs pétroliers. Les États-Unis ont envoyé des soldats afin d'entraîner les Nigérians aux tactiques maritimes contre les pirates. Depuis, 33 pirates ont été neutralisés par la marine nigériane.